# Royal Gold Medal
De Royal Gold Medal for architecture is de belangrijkste architectuurprijs in het Verenigd Koninkrijk. De oeuvreprijs wordt sinds 1848 toegekend door het Britse staatshoofd, op voordracht van de Royal Institute of British Architects (RIBA). De prijs is o.a. gewonnen door Le Corbusier, Ludwig Mies van der Rohe, Frank Lloyd Wright, Oscar Niemeyer en Frank Gehry.

## Winnaars
Er zijn tot en met 2016 zes Nederlandse architecten die de Royal Gold Medal wonnen:
- 1897 - Pierre Cuypers
- 1932 - Hendrik Berlage
- 1935 - Willem Dudok
- 1990 - Aldo van Eyck
- 2004 - Rem Koolhaas
- 2012 - Herman Hertzberger

Andere recente winnaars zijn:
- 2001 - Jean Nouvel
- 2007 - Herzog & de Meuron
- 2011 - David Chipperfield
- 2013 - Peter Zumthor
- 2016 - Zaha Hadid
- 2017 - Paulo Mendes da Rocha
- 2018 - Neave Brown
- 2019 - Nicholas Grimshaw